# Susanne Georgi
Susanne Jonah-Lynn Georgi Puigcercós, známá jako Susanne Georgi, (*27. července 1976 Sjølund, Dánsko) je dánská zpěvačka žijící v Andoře. Vešla ve známost působením v bubblegum pop duu Me & My se svojí sestrou Pernillou a reprezentací Andorry na Eurovision Song Contest 2009 v Moskvě s písní "La Teva Decisió (Get A Life)". V semifinále obdržela 8 bodů a 15. místo.
Georgi mezi roky 1991 a 2007 se svojí sestrou Pernillou Georgi vystupovala coby duo Me & My. Tato formace vyprodukovala několik evropských hitů a v letech 1991 a 2007 se pokusila stát se reprezentantem Dánska na Eurovision Song Contest. V roce 2007 vyhlašovala a Eurovizi výsledky dánského hlasování.

Od roku 1995 žije v Andoře a mluví plynně katalánsky. V září 2011 se zde provdala.